# Disneyland Paris
A Disneyland Paris egy szórakoztató központ a franciaországi Chessyben, Párizstól 32 km-re keletre. Két témaparkot, üdülőszállodákat, Disney Nature Resorts-ot, egy bevásárló-, étkezési és szórakoztató komplexumot, valamint egy golfpályát foglal magába. A Disneyland Park a komplexum eredeti témaparkja, amely 1992-ben nyílt meg. A második témapark, a Walt Disney Studios Park 2002-ben nyílt meg. A Disneyland Paris 2022-ben ünnepelte fennállásának 30. évfordulóját; addigra 320 millióan látogatták meg, ezzel Európa leglátogatottabb témaparkja lett. 1983-ban a Tokyo Disney Resort megnyitása után ez a második Disney-park az Amerikai Egyesült Államokon kívül, és a legnagyobb. A Disneyland Paris egyben az egyetlen olyan, az Egyesült Államokon kívüli Disney-üdülőhely, amely teljes egészében a The Walt Disney Company tulajdonában van. Hét szállodát foglal magában: Santa Fe, Hotel Cheyenne, Sequoia Lodge, Newport Bay Club, Hotel New York - the Art of Marvel, The Disneyland Hotel és Davy Crockett Ranch.

## Tulajdonjog
A Walt Disney 1 milliárd eurós (1,25 milliárd dolláros) mentőcsomagot jelentett be leányvállalata, a Disneyland Paris megmentésére - adta hírül a Financial Times 2014. október 6-án. 2014-ben a parkot adósságai terhelik, amelyek a számítások szerint mintegy 1,75 milliárd eurót (2,20 milliárd dollár) tesznek ki, és nagyjából a bruttó átlagkereset 15-szörösét teszik ki.
A Disney 2017 júniusáig csak kisebbségi részesedéssel rendelkezett az üdülőközpontban. 2017-ben a The Walt Disney Company nem hivatalos felvásárlási ajánlatot tett az Euro Disney S.C.A. számára, a vállalat 9%-át megvásárolta a Kingdom Holdingtól, a fennmaradó részvényekre pedig részvényenként 2 eurós nyílt ajánlatot tett. Ezzel a The Walt Disney Company teljes tulajdonrésze 85,7%-ra nőtt. A The Walt Disney Company további 1,5 milliárd eurót is befektet a vállalat megerősítése érdekében. 2017. június 19-én a Disney egy vételi ajánlatot teljesített, amellyel az Euro Disney több mint 97%-át birtokolta, majd végrehajtotta a még nem birtokolt részvények teljes felvásárlását.

## Története

### Európai üdülőhelyet keresünk
A kaliforniai Disneyland sikerét követően 1966-ban felmerültek a tervek egy hasonló európai témapark építésére, és Frankfurt am Main, Párizs, London vagy Milánó helyszínei is szóba kerültek. 1983-ban E. Cardon Walker vezetésével Japánban azonnali sikerrel megnyílt a Tokyo Disneyland, amely a nemzetközi terjeszkedés katalizátorává vált. 1984 végén a Disney témaparkokkal foglalkozó részlegének vezetői, Dick Nunis és Jim Cora bemutattak egy listát, amely mintegy 1200 lehetséges európai helyszínt tartalmazott a park számára. Nagy-Britannia, Franciaország, Olaszország és Spanyolország is szóba került. Nagy-Britannia és Olaszország azonban lekerült a listáról, mivel nem rendelkeztek megfelelő sík területtel. 1985 márciusára a park lehetséges helyszíneinek száma négyre csökkent; kettő Franciaországban, kettő pedig Spanyolországban. Mindkét ország látta a Disney témapark potenciális gazdasági előnyeit, és egymással versengő finanszírozási ajánlatokat tettek a Disney-nek.
Mindkét spanyol helyszín a Földközi-tenger közelében feküdt, és a Disney kaliforniai és floridai parkjaihoz hasonló szubtrópusi éghajlatot kínált. A Disney mindkét helyszínt arra kérte, hogy az előző 40 év minden hónapjának átlaghőmérsékletét adják meg, ami bonyolult vállalkozásnak bizonyult, mivel egyik nyilvántartás sem volt elérhető számítógépes formátumban. Az alicantei Pegóban található helyszín lett az első számú befutó, de a helyszín ellentmondásos volt, mivel ez a Marjal de Pego-Oliva mocsárvidék elpusztítását jelentette volna, amely egy természeti szépségű terület és a majdnem kihalt Feketefoltos fogasponty egyik utolsó otthona, így a környezetvédők körében némi helyi felháborodást váltott ki. A Disney érdeklődést mutatott egy dél-franciaországi, Marseille-től nem messze fekvő Toulon melletti helyszín iránt is. Az említett régió kellemes tájképe, valamint éghajlata miatt a helyszín az Euro Disneylandnek nevezett helyszín egyik fő versenytársa lett. A helyszín alatt azonban sekély alapkőzetre bukkantak, ami túlságosan megnehezítette volna az építkezést. Végül a Marne-la-Vallée vidéki városában lévő helyszínt választották, mivel az közel van Párizshoz, és Nyugat-Európában központi helyen fekszik. A becslések szerint 68 millió ember legfeljebb négyórás autóútra, további 300 millió pedig legfeljebb kétórás repülőútra van innen.
Michael Eisner 1985. december 18-án írta alá a francia kormánnyal a 20 négyzetkilométeres területre vonatkozó első megállapodást, és a következő tavasszal elkészültek az első pénzügyi szerződések. A végleges szerződést 1987. március 24-én írták alá a Walt Disney Company, valamint a francia kormány és a területi kollektívák vezetői. 1988 augusztusában kezdődött meg az építkezés, 1990 decemberében pedig "Espace Euro Disney" néven információs központot nyitottak, hogy a nagyközönségnek bemutassák, mi épül itt. Az Euro Disneyland melletti szórakoztatóiparra épülő tematikus park, a Disney-MGM Studios Europe tervei gyorsan fejlesztésbe kezdtek, a tervek szerint 1996-ban nyitották volna meg, 2,3 milliárd dolláros építési költségvetéssel, az építésvezető a Bovis volt.

### Tervezés és kivitelezés
A vendégek elszállásolása érdekében úgy döntöttek, hogy 5200, a Disney tulajdonában lévő szállodai szobát építenek a komplexumon belül. 1988 márciusában a Disney és egy építészekből álló tanács (Frank Gehry, Michael Graves, Robert A.M. Stern, Stanley Tigerman és Robert Venturi) egy kizárólag amerikai témát választott, amelyben minden egyes szálloda az Egyesült Államok egy-egy régióját ábrázolja. Az 1992. áprilisi megnyitó idejére hét szálloda épült, amelyek együttesen 5800 szobával rendelkeztek.
Egy szórakoztató, bevásárló és étkezési komplexumot a Walt Disney World-i Downtown Disney alapján Frank Gehry tervezte.
Az oxidált ezüstből és bronzszínű rozsdamentes acélból készült tornyokkal, fényárban úszó baldachin alatt, Festival Disney néven nyílt meg. A napi 55 000 látogatóra tervezett látogatottság mellett az Euro Disney óránként 14 000 embert tervezett kiszolgálni az Euro Disneyland parkon belül. Ennek érdekében 29 éttermet építettek a parkon belül (további 11 étterem épült az Euro Disney üdülőszállodákban és öt a Festival Disneyben). Az étlapok és az árak változatosak voltak, az amerikai ízek domináltak, és a parkban folytatták a Disney azon precedensét, hogy nem szolgálnak fel alkoholtartalmú italokat.
2300 teraszos ülőhelyet (a park ülőhelyeinek 30%-át) telepítettek, hogy kielégítsék az európaiak elvárt preferenciáját, akik jó időben a szabadban szeretnének étkezni. A Walt Disney World tesztkonyháiban a recepteket az európai ízléshez igazították. Walter Meyer, az Euro Disney menüfejlesztésért felelős vezető séfje és a Walt Disney World élelmiszer-projektek fejlesztéséért felelős vezető séfje megjegyezte: "Néhány dolgot valóban meg kellett változtatnunk, de a legtöbbször azt mondták nekünk: 'Csináljátok a saját dolgotokat. Csináljátok azt, ami amerikai".

### Toborzás/foglalkoztatás
A Disney amerikai témaparkjaitól eltérően az Euro Disney állandó alkalmazottakra törekedett (a becslések szerint maga a témapark 12 000 főt igényel), szemben a szezonális és ideiglenes részmunkaidős alkalmazottakkal. Casting központokat hoztak létre Párizsban, Londonban és Amszterdamban. A francia kormány és a Disney azonban egyetértett abban, hogy "koncentráltan törekedni kell a helyi francia munkaerőpiac kihasználására." A Disney olyan munkavállalókat keresett, akik megfelelő kommunikációs készséggel rendelkeznek, két európai nyelvet beszélnek (franciául és egy másik nyelven), és szociálisan kifelé fordulóak. A precedenseket követve az Euro Disney saját Disney Egyetemet hozott létre a munkavállalók képzésére. 1991 novemberéig 24 000 ember jelentkezett.

### Ellentmondások
A franciaországi Disney-park kilátásba helyezése viták és viták tárgyát képezte. A kritikusok, akik között neves francia értelmiségiek is voltak, elítélték az Euro Disney általuk kulturális imperializmusnak tartott elképzeléseit, és úgy vélték, hogy az egészségtelen amerikai típusú fogyasztói magatartást ösztönözne Franciaországban. 1992. június 28-án francia farmerek egy csoportja blokád alá vette az Euro Disney-t, tiltakozásul az Egyesült Államok által akkoriban támogatott mezőgazdasági politika ellen.
A jobbközép francia Le Figaro újságírója azt írta: "Tiszta szívemből kívánom, hogy a lázadók gyújtsák fel [Euro] Disneylandet." Ariane Mnouchkine párizsi színházi rendező "kulturális Csernobilnak" nevezte a koncepciót, amely kifejezés az Euro Disney kezdeti éveiben a médiában is visszaköszönt.
Válaszul Michel Serres francia filozófus megjegyezte: "Nem Amerika az, aki megszáll minket. Mi vagyunk azok, akik imádjuk, akik átvesszük a divatját és mindenekelőtt a szavait". Robert Fitzpatrick, az Euro Disney S.C.A. akkori elnöke erre így reagált: "Nem úgy jöttünk, hogy azt mondjuk, oké, most barettet és bagettet adunk Mickey egérre. Azok vagyunk, akik vagyunk."
A viták témái közé tartozott az is, hogy a Disney amerikai menedzserei megkövetelték, hogy minden megbeszélésen angolul beszéljenek, valamint a Disney megjelenési kódexe a munkatársak számára, amely a smink, az arcszőrzet, a tetoválások, az ékszerek használatára vonatkozó szabályokat és korlátozásokat sorolta fel.
A francia szakszervezetek tiltakoztak a megjelenési szabályzat ellen, amelyet "az egyéni szabadság elleni támadásnak" tekintettek. Mások a Disney-t a francia kultúra, az individualizmus és a magánélet iránti érzéketlenség miatt bírálták, mivel az egyéni vagy kollektív szabadságjogok korlátozása a francia törvények szerint illegális, kivéve, ha bizonyítható, hogy a korlátozások a munkához szükségesek, és nem lépik túl a szükséges mértéket.
A Disney azzal válaszolt, hogy egy olyan ítélet, amely megtiltja számukra, hogy ilyen foglalkoztatási normákat vezessenek be, veszélyeztetheti a park imázsát és hosszú távú sikerét. "Számunkra a megjelenési szabályzatnak nagy hatása van a termék azonosítása szempontjából" - mondta Thor Degelmann, az Euro Disney személyzeti igazgatója. "Enélkül nem tudnánk azt a Disney-terméket bemutatni, amit az emberek elvárnának.".

### A megnyitó napja és az első évek
Az Euro Disney 1992 márciusában nyitotta meg kapuit az alkalmazottak számára előzetes és tesztelési céllal. Ez idő alatt a látogatók főként a park alkalmazottai és családtagjaik voltak, akik a létesítményeket és a működést tesztelték. A sajtó a park nyitónapját megelőző napon, 1992. április 12-én látogathatta meg.
1992. április 12-én hivatalosan is megnyílt az Euro Disney Resort és a hozzá tartozó tematikus park, az Euro Disneyland. A látogatókat figyelmeztették az utakon uralkodó káoszra. Egy kormányzati felmérés szerint 90 000 autó által szállított félmillió ember próbálhat meg bejutni a komplexumba. A francia rádió figyelmeztette a közlekedőket, hogy kerüljék el a területet. Délre a parkoló körülbelül félig telt meg, ami 25 000 fő alatti látogatószámra utal. A vártnál alacsonyabb látogatottságot többek között azzal magyarázták, hogy az emberek megfogadták a távolmaradásra vonatkozó tanácsot, és hogy az egynapos sztrájk miatt, amely miatt a Párizs központjából az Euro Disneybe vezető közvetlen RER-vasútvonal megszűnt, a park megközelíthetetlenné vált. Az augusztusi európai recesszió miatt a park pénzügyi nehézségekkel szembesült, mivel nem volt elég látnivaló és túl sok volt szálloda, ami alulteljesítést eredményezett. Az Euro Disney kudarca miatt több projektet is töröltek, mint például a WestCOT, a Disney's America, a Tomorrowland 2055 Disneylandben és a Beastly Kingdom a Disney's Animal Kingdomban.
Az Euro Disneyben 1993-ban új Indiana Jones hullámvasút nyitott meg. Néhány héttel a megnyitás után problémák adódtak a vészfékekkel, amelyek a vendégek sérüléséhez vezettek.
1994-ben a vállalat még mindig pénzügyi nehézségekkel küzdött. Olyan pletykák terjedtek el, hogy az Euro Disney közel állt ahhoz, hogy csődöt kelljen jelentenie. A bankok és a támogatók megbeszéléseket tartottak, hogy megoldják az Euro Disney pénzügyi problémáit. 1994 márciusában a Team Disney tárgyalásokat kezdett a bankokkal, hogy segítséget kaphassanak az adósságukhoz. Végső megoldásként a Walt Disney Company azzal fenyegetőzött, hogy bezárja a Disneyland Paris parkot, és a bankoknál hagyja a földterületet.

### Pénzügyi, látogatottsági és foglalkoztatási nehézségek
1992 májusában a The Hollywood Reporter című szórakoztatóipari magazin arról számolt be, hogy az Euro Disney dolgozóinak mintegy 25%-a, körülbelül 3000 ember felmondott munkahelyén az elfogadhatatlan munkakörülmények miatt. Arról is beszámolt, hogy a park látogatottsága messze elmaradt a várakozásoktól. A csalódást keltő látogatottság legalábbis részben a recesszióval és a megnövekedett munkanélküliséggel magyarázható, amely ebben az időben Franciaországot és a fejlett világ nagy részét sújtotta; amikor az üdülőközpont építése elkezdődött, a gazdaság még fellendülőben volt.
Az Euro Disney S.C.A. a The Wall Street Journalnak adott interjúban reagált, amelyben Robert Fitzpatrick azt állította, hogy csak 1000 ember hagyta el a munkahelyét. A pénzügyi helyzetre reagálva Fitzpatrick elrendelte, hogy a Disney-MGM Studios Europe projektet leállítják, amíg további döntés nem születik. A szállodák árait csökkentették.
Mindezen erőfeszítések ellenére 1992 májusában a park látogatottsága 25 000 körül volt (egyes jelentések 30 000-es számot említenek) a tervezett 60 000 helyett. Az Euro Disney Company részvényeinek árfolyama lefelé zuhant, és 1992. július 23-án az Euro Disney bejelentette, hogy működésének első évében várhatóan 300 millió francia frankos nettó veszteséget fog elkönyvelni. Az Euro Disney első telén a szállodák kihasználtsága olyan alacsony volt, hogy úgy döntöttek, hogy a Newport Bay Club szállodát a szezon idejére bezárják.
A kezdeti remények szerint minden látogató naponta körülbelül 33 dollárt költött volna, de 1992 vége felé az elemzők szerint a költés körülbelül 12%-kal alacsonyabb volt. 1993. június 12-én a látogatottság javítására tett erőfeszítések közé tartozott az Euro Disneyland parkon belül az étkezések mellé alkoholtartalmú italok felszolgálása, válaszul a feltételezett európai keresletre, ami 1993.
1994 nyarára az Euro Disney-t 3 milliárd dollárnyi adósság terhelte. Richard Nanula, a Disney pénzügyi igazgatója és Steve Norris, a Wall Street-i finanszírozó Alwaleed üzleti tanácsadójával, Mustafa Al Hejailannal együttműködve igyekezett megmenteni a túlhitelezett vállalatot. Ebben az üzletben a Walt Disney Corporation 49 százalékos részesedését 39 százalékra csökkentették, a bankok beleegyeztek, hogy 1997-ig lemondanak a kamatfizetésről, a Disney 1999-ig leírta a jogdíjakat és díjakat, Alwaleed pedig beleegyezett, hogy 345 millió dollárt fizet az Euro Disney 24 százalékos részesedéséért.

### Az 1995-ös fordulat
1994. október 1-jén az Euro Disney megváltoztatta nevét Disneyland Paris-ra. 1995. május 31-én új attrakció nyílt a témaparkban. A Space Mountain: De la Terre à la Lune már a Disneyland Paris megalapítása óta tervezték Discovery Mountain néven, de a közérdeklődés felélesztésére tartogatták. Az attrakció újratervezésével (amely 1975-ben Space Mountain néven mutatkozott be a Walt Disney World Resort Magic Kingdomjában),  beleértve az "ágyúkilövő" rendszert, az inverzeket és a menet közbeni hangsávot, a 100 millió dolláros attrakciót ünnepélyes keretek között avatták fel, amelyen olyan hírességek vettek részt, mint Elton John, Claudia Schiffer és Buzz Aldrin.
1995. július 25-én a Disneyland Paris 35,3 millió dolláros első negyedéves nyereségről számolt be. 1995. november 15-én közzétették az 1995. szeptember 30-án véget ért pénzügyi év eredményeit; egy év alatt a témapark látogatottsága 8,8 millióról 10,7 millióra emelkedett, ami 21%-os növekedést jelent. A szállodák kihasználtsága szintén 60-ról 68,5%-ra emelkedett. A Disneyland Paris az adósságok kifizetése után 22,8 millió dolláros nettó nyereséggel zárta az évet.

### 2000-től napjainkig
2002 márciusától a Disneyland Paris második névváltoztatáson esett át Disneyland Resort Paris-ra. 2002-ben az Euro Disney S.C.A. és a Walt Disney Company újabb éves nyereséget jelentett be a Disneyland Paris számára. Az ezt követő három évben azonban nettó veszteséget termelt. 2004 márciusára a Walt Disney Company beleegyezett, hogy az Euro Disney S.C.A. minden adósságát leírja a Walt Disney Company felé. 2003. december 1-jén az Euro Disney S.C.A. elindította a "Szükséged van a varázslatra?" kampányt, amely 2006 márciusáig tartott, hogy új, első alkalommal érkező európai látogatókat hozzon az üdülőhelyre. És 2005-re, kevesebb mint tizenöt évnyi nyitvatartás után, a Disneyland Paris Európa első számú turisztikai célpontjává vált, megelőzve a Louvre-t és az Eiffel-tornyot.
2006 márciusában a Disneyland Resort Paris elindította a "Higgy az álmaidban" reklámkampányt, és a TGV kelet-európai járatával párosulva ösztönözte az európai családok látogatását az üdülőhelyen. Röviddel azután, hogy bejelentette, hogy a 2007-es pénzügyi évre 12%-kal nőttek a bevételei, az Euro Disney S. C.A. végrehajtotta a részvények 100:1 arányú "fordított felosztásos" konszolidációját. 2008 augusztusában az üdülőhely 200 milliomodik látogatóját ünnepelte, és a harmadik egymást követő évben az üdülőhely bevételei növekedtek, valamint rekordszámú, 15,3 millió látogatót regisztráltak.
2009-ben az üdülőhely elkötelezettséget mutatott az új munkahelyek toborzása iránt, különösen a karácsonyi és a nyári szezonra, ami 2010-ben és 2011-ben is folytatódott, amikor 2000, illetve 3000 munkaszerződést ajánlottak fel. 2009-ben a bevételek 7%-kal csökkentek, a nettó veszteség 63 millió volt, majd a 2010-es pénzügyi évben stabil, 1,2 milliárdos bevétel következett. 2012 szeptemberében az Euro Disney S.C.A. ismét refinanszírozta adósságát a Walt Disney Company felé 1,3 milliárd euróért.
A Disneyland Paris francia gazdasághoz való hozzájárulását áttekintő, a tárcaközi küldöttség által készített tanulmányt az üdülőhely 20. évfordulójára, 2012 márciusában tették közzé. Megállapította, hogy az üdülőközpont pénzügyi nehézségei ellenére "húsz év alatt 37 milliárd euró turizmussal kapcsolatos bevételt" generált, évente átlagosan 55 000 munkahelyet támogat Franciaországban, és hogy egy munkahely a Disneyland Parisban közel három munkahelyet generál máshol Franciaországban.
Az üdülőhely történetében először a Disneyland Park és a Walt Disney Studios Park is bezárt 2015. november 14. és 17. között, a 2015. novemberi párizsi merényleteket követő francia nemzeti gyásznapok részeként.
2017. június 19-én az üdülőhely üzemeltető cégét, az Euro Disney S.C.A-t felvásárolta a The Walt Disney Company, így teljes irányítást kaptak az üdülőhely felett. 2018 decemberében Natacha Rafalski vette át a vezérigazgatói posztot. 2017. szeptember 1-jén Les Villages Nature Paris néven megnyílt az üdülőközpont második természetközeli üdülőhelye.
2018. február 27-én a Walt Disney Company vezérigazgatója, Bob Iger bejelentette, hogy a vállalat 2 milliárd eurót fektet be a Disneyland Paris üdülőhelybe. A Walt Disney Studios Parkot három új területtel bővítik, amelyek a Marvel, a Frozen és a Star Wars témakörökre épülnek. A három új terület mellett a bővítés egy új tavat is magában foglal, amely a szórakoztató élmények középpontja lesz, és az egyes új parki területeket is összeköti majd. A bővítés első fázisa 2021-ben fejeződik be. 2019 áprilisában a helyszín adott otthont egy Dota 2 esportbajnokságnak.
2018 márciusában a kaliforniai Disneyland Resort, a floridai Walt Disney World és a floridai Disneyland Párizs regionális részlegével megalakult a Disney Parks West, Catherine Powell, a Disneyland Paris leköszönő elnökének vezetésével. Ez a Disney Parks East regionális divízió tükörképe, amely a Shanghai Disney Resortból, a Hong Kong Disneylandből és a Walt Disney Attractions Japanból állt, és amelyet Michael Colglazier vezetett. 2018 decemberében Natacha Rafalski pénzügyi vezetőből a Disneyland Paris elnökévé léptették elő. 2019 szeptemberében Powell távozott a Parks West divízió elnöki posztjáról, a divízió feloszlott, és a Disneyland Paris átkerült a Disney Parks Internationalhoz, míg a keleti régió visszatért korábbi nevéhez.
2019. június 1-jén a Disneyland Paris szponzorálta a Magical Pride Party-t, egy LMBTQ-ünnepséget. Korábbi hasonló rendezvényeket már 2014 óta tartottak a parkban, de azokat hivatalosan nem a Disney szponzorálta.
2020. március 15-én a többi Disney-parkkal és -üdülőhellyel összhangban a Disneyland Paris a világméretű COVID-19 járvány miatt bezárt. A Disneyland Park és a Walt Disney Studios Park július 15-én nyitotta meg újra kapuit a nagyközönség előtt az üdülőközpont többi részével együtt. 2020. október 29-én az üdülőhely ismét bezárt egy második országos zárlat miatt. 2020. június 17-én a Disneyland Paris 2021. június 17-én nyitotta meg újra kapuit.

## Névváltozások
A Disneyland Paris és a hozzá tartozó ingatlanok számos névváltoztatáson estek át, kezdetben az Euro Disney Resort megalakulását követő negatív hírverés leküzdésére tett erőfeszítésként.
1. 1992. április 12. – 1994. május 31.: Euro Disney Resort
2. 1994. június 1. – 1994. szeptember 30.: Euro Disneyland Paris
3. 1994. október 1. – 2002. március 15: Disneyland Paris
4. 2002. március 16. – 2009. április 3: Disneyland Resort Paris
5. 2009. április 4. – jelenleg: Disneyland Paris (ismét)

## A komplexum

Disneyland panorámaképe

### Parkok
- Disneyland Park 1992. április 12-én nyílt meg az üdülőhellyel együtt. A kaliforniai Disneyland valamint a floridai Magic Kingdom változatán alapul.
- Walt Disney Studios Park 2002. március 16-án nyílt meg. A show-bizniszt, a filmeket valamint a kulisszák mögötti világot mutatja be.

### Bevásárlás, étkezés és szórakozás
- Disney Village, egy szórakoztató negyed, amely számos éttermet, szórakozóhelyet és üzletet tartalmaz.
- Val d'Europe, egy bevásárlóközpont különböző outletekkel és nagy áruházakkal.

### Egyéb lehetőségek
- Golf Disneyland

### Attrakciók

#### Hullámvasútak
| Név                                   | Gyártó       | Sebesség  | Magasság | Hossz      | Park (Részleg)                            | Megnyitás                                           |
| ------------------------------------- | ------------ | --------- | -------- | ---------- | ----------------------------------------- | --------------------------------------------------- |
| Big Thunder Mountain Railroad         | Vekoma       | 65 km/h   | 22 m     | 1500 m     | Disneyland Park, Frontierland             | 1992                                                |
| Indiana Jones and the Temple of Peril | Intamin      | 58 km/h   | 18 m     | 600 m      | Disneyland Park, Adventureland            | 1993                                                |
| Casey Jr. Circus Train                | Vekoma       | 45 km/h   | 3 m      | ismeretlen | Disneyland Park, Fantasyland              | 1994                                                |
| Hyperspace Mountain                   | Vekoma       | 71 km/h   | 32 m     | 1000 m     | Disneyland Park, Discoveryland            | 1995                                                |
| RC Racer                              | Intamin      | 80 km/h   | 25 m     | 82 m       | Walt Disney Studios Park, Toon Studio     | 2010                                                |
| Avengers Assemble: Flight Force       | Vekoma       | 92 km/h   | 24 m     | 1037 m     | Walt Disney Studios Park, Avengers Campus | 2002 (Rock 'n' Roller Coaster avec Aerosmith), 2022 |
| Crush's Coaster                       | Maurer Söhne | 60.7 km/h | 16 m     | 545 m      | Walt Disney Studios Park, Toon Studio     | 2007                                                |

#### Egyéb attrakciók
| Név                                                           | Gyártó                       | Típus                      | Hossz      | Park (Részleg)                                 | Megnyitás |
| ------------------------------------------------------------- | ---------------------------- | -------------------------- | ---------- | ---------------------------------------------- | --------- |
| Buzz Lightyear Laser Blast                                    | Sansei Technologies, Inc.    | Sötét attrakció            | 164 m      | Disneyland Park, Discoveryland                 | 2006      |
| Phantom Manor                                                 | Vekoma                       | Sötét attrakció            | 239 m      | Disneyland Park, Frontierland                  | 1992      |
| Star Tours: L'Aventure Continue                               | Thales Training & Simulation | 3D-s mozgás szimulátor     | ismeretlen | Disneyland Park, Discoveryland                 | 2017      |
| Pirates of the Caribbean                                      | Intamin                      | Sötét attrakció            | ismeretlen | Disneyland Park, Adventureland                 | 1992      |
| Ratatouille: L'Aventure Totalement Toquée de Rémy             | Walt Disney Imagineering     | Sötét attrakció            | ismeretlen | Walt Disney Studios Park, Toon Studio          | 2021      |
| Spider-Man W.E.B. Adventure                                   | Walt Disney Imagineering     | Lövöldözős sötét attrakció | ismeretlen | Walt Disney Studios Park, Avengers Campus      | 2022      |
| The Twilight Zone Tower of Terror – A New Dimension of Chills | Walt Disney Imagineering     | Zuhanótorony               | ismeretlen | Walt Disney Studios Park, Production Courtyard | 2007      |

### Hotelek
| Név                                       | Téma                          | Építész                                                   | Szobák száma | Megnyitás dátuma  | Ár  | Besorolás |
| ----------------------------------------- | ----------------------------- | --------------------------------------------------------- | ------------ | ----------------- | --- | --------- |
| Disneyland Hotel                          | Disney-hercegnők Viktoriánus  | Walt Disney Imagineering és Wimberly, Allison, Tong & Goo | 496          | 1992. április 12. | €€€ | 5*        |
| Disney Hotel New York – The Art of Marvel | Marvel-moziuniverzum Art déco | Michael Graves                                            | 565          | 2021. június 21.  | €€€ | 4*        |
| Disney Newport Bay Club                   | Új-Anglia                     | Robert A.M. Stern Architects                              | 1098         | 1992. április 12. | €€  | 4*        |
| Disney Sequoia Lodge                      | National Park Service rustic  | Antoine Grumbach                                          | 1011         | 1992. április 12. | €€  | 3*        |
| Disney Hotel Cheyenne                     | Toy Story Vadnyugat           | Robert A.M. Stern Architects                              | 1000         | 1992. április 12. | €   | 3*        |
| Disney Hotel Santa Fe                     | Verdák Amerikai délnyugat     | Antoine Predock                                           | 1000         | 1992. április 12. | €   | 2*        |

### Közlekedés

#### Vasút

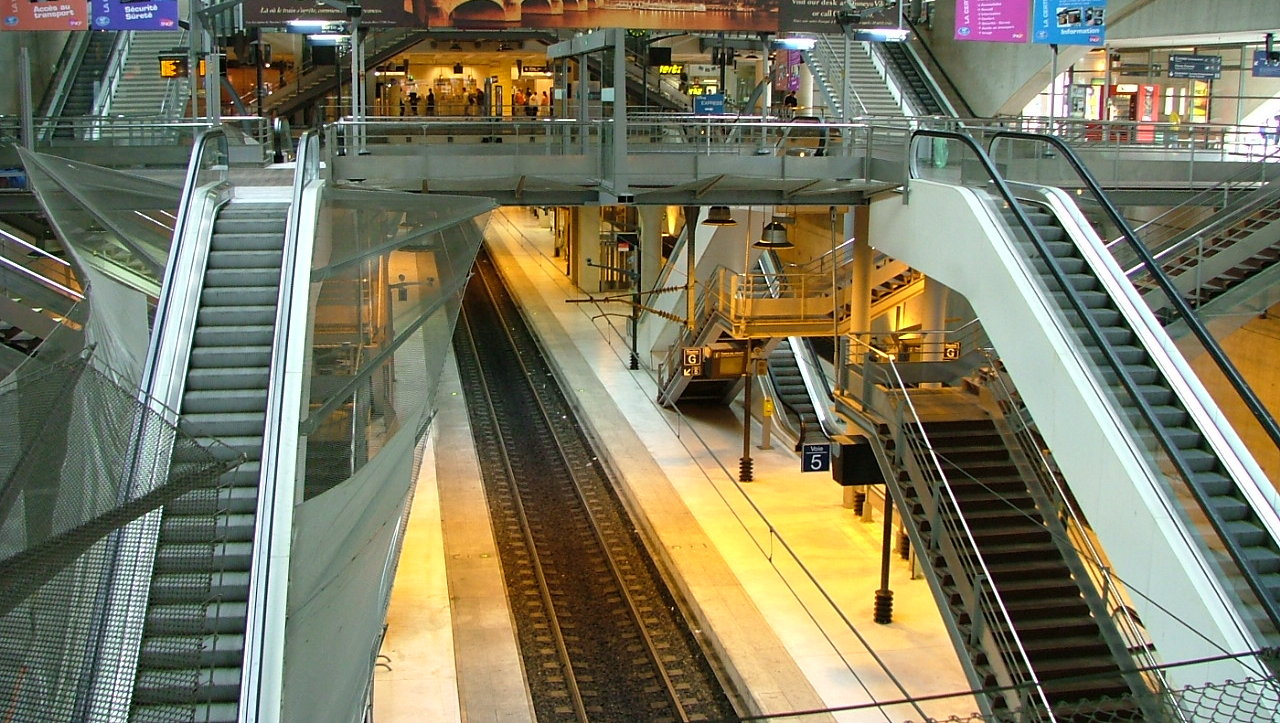
Marne-la-Vallée - Chessy állomás, kilátás a peronra

A parkhoz a Gare de Marne-la-Vallée – Chessy vasútállomás van a legközelebb, mindössze 30 km-re Párizstól. Ez egy kombinált állomás, egyaránt megállnak itt az elővárosi RER, a távolsági TGV és a nemzetközi Eurostar vonatok is.
A nagy vasútállomás, Marne-la-Vallée-Chessy, a témaparkok és a Disney Village között található. 1992. április 1-jén nyitotta meg kapuit, és nevezetesen az RER A regionális gyorsvasútvonal szolgálja ki, amely közvetlen összeköttetést biztosít Párizs központjával, és további összeköttetések esetén közvetlenül Párizs - Gare de Lyon felé.
A vasútállomást nagysebességű TGV és Ouigo távolsági vonatok is kiszolgálják, amelyek Franciaország számos városába közvetlen járatokat kínálnak. A London St Pancras International állomásról 2023. június 5-ig Eurostar járatok érkeznek ide. A Thalys járatok Brüsszelbe és Amszterdamba is indulnak.
A Disney ingyenes buszjáratai az összes Disney-szállodába és a Les Villages Nature Paris (kivéve a Disney Davy Crockett Ranch) és a társult szállodákba közlekednek. A buszok a Disneyland buszpályaudvaráról indulnak.

### Backstage Disney
A párizsi Disneylandben szigorú szabályok vannak érvényben, amelyek célja, hogy a vendégek ne láthassák a park backstage részeit. A fotózás és a filmezés szigorúan tilos a backstage területeken. A parkok szélein a felvonóépületek és a lombok elrejtik azokat a területeket, amelyeket a közönség nem láthat. Számos területi kapu teszi lehetővé a parkba való bejutást a szereplők, a felvonulási kocsik stb. számára. Amikor a park körüli területi kapuk nyitva vannak, minden, ami rajtuk keresztül látható, a színpadon lévőnek és a Disney Varázslat részének tekintendő. Ezért attól a pillanattól kezdve, hogy a kapuk kinyílnak, az összes szereplőnek a szerepében és a helyén kell lennie, hogy "felléphessen". Mivel a komplexum olyan nagy, a parkok különböző részeire a parkok körül található szervizutakon keresztül buszok szállítják a színészeket.
Sok attrakciót nagy, hangszínpadszerű épületekben, úgynevezett "show épületekben" helyeztek el, amelyek közül néhányat részben vagy teljesen elrejtettek külső tematikus díszítéssel. A legtöbb show-épületnek törtfehér, lapos teteje van, amely a légkondicionáló egységeket és a karbantartó személyzet számára kialakított járdákat hordozza. A show-épületeken belül találhatók a tényleges attrakciók, amelyek rejtett járdákat, kiszolgálóhelyiségeket, vezérlőszobákat és egyéb backstage műveleteket foglalnak magukban.

## Képgaléria

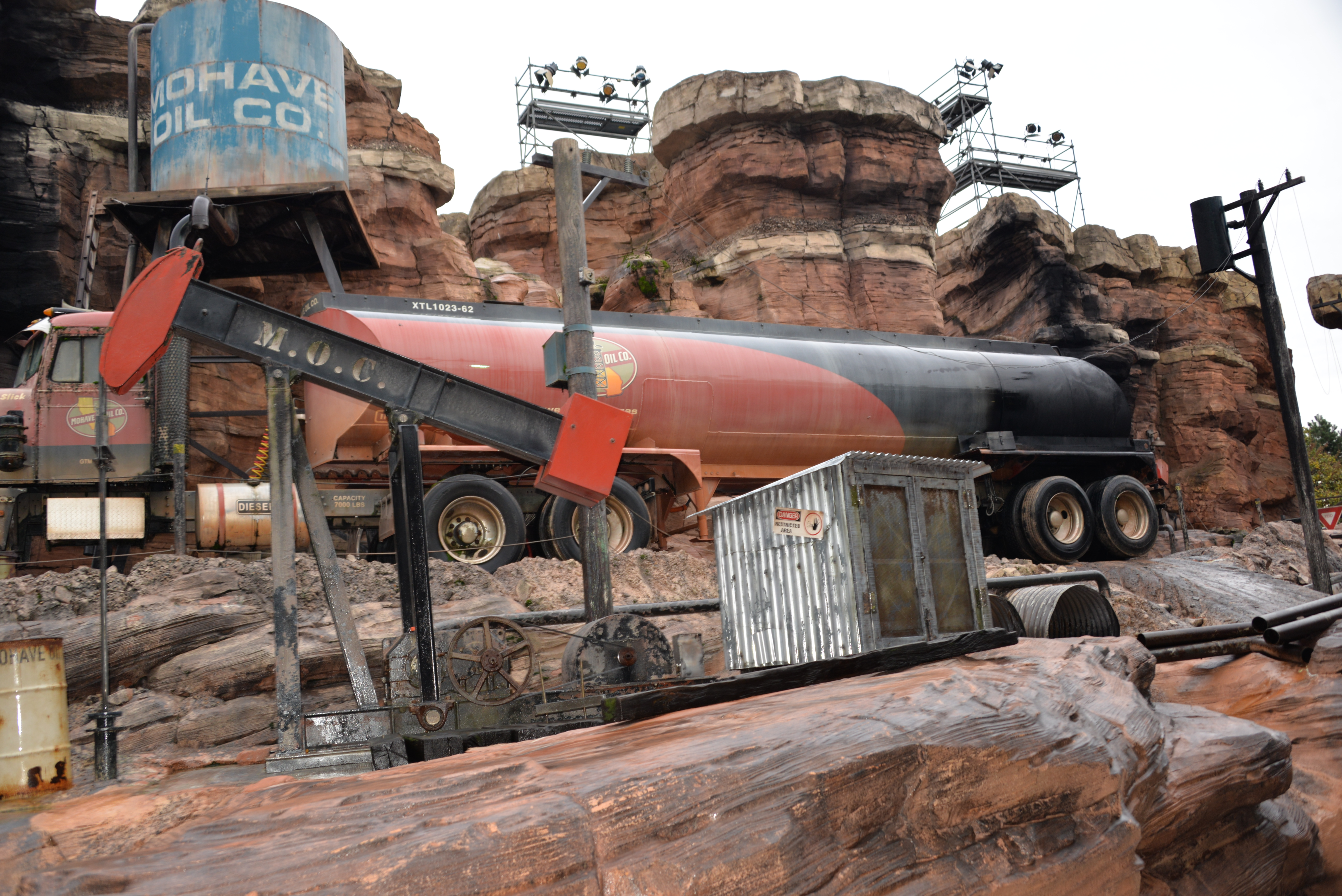
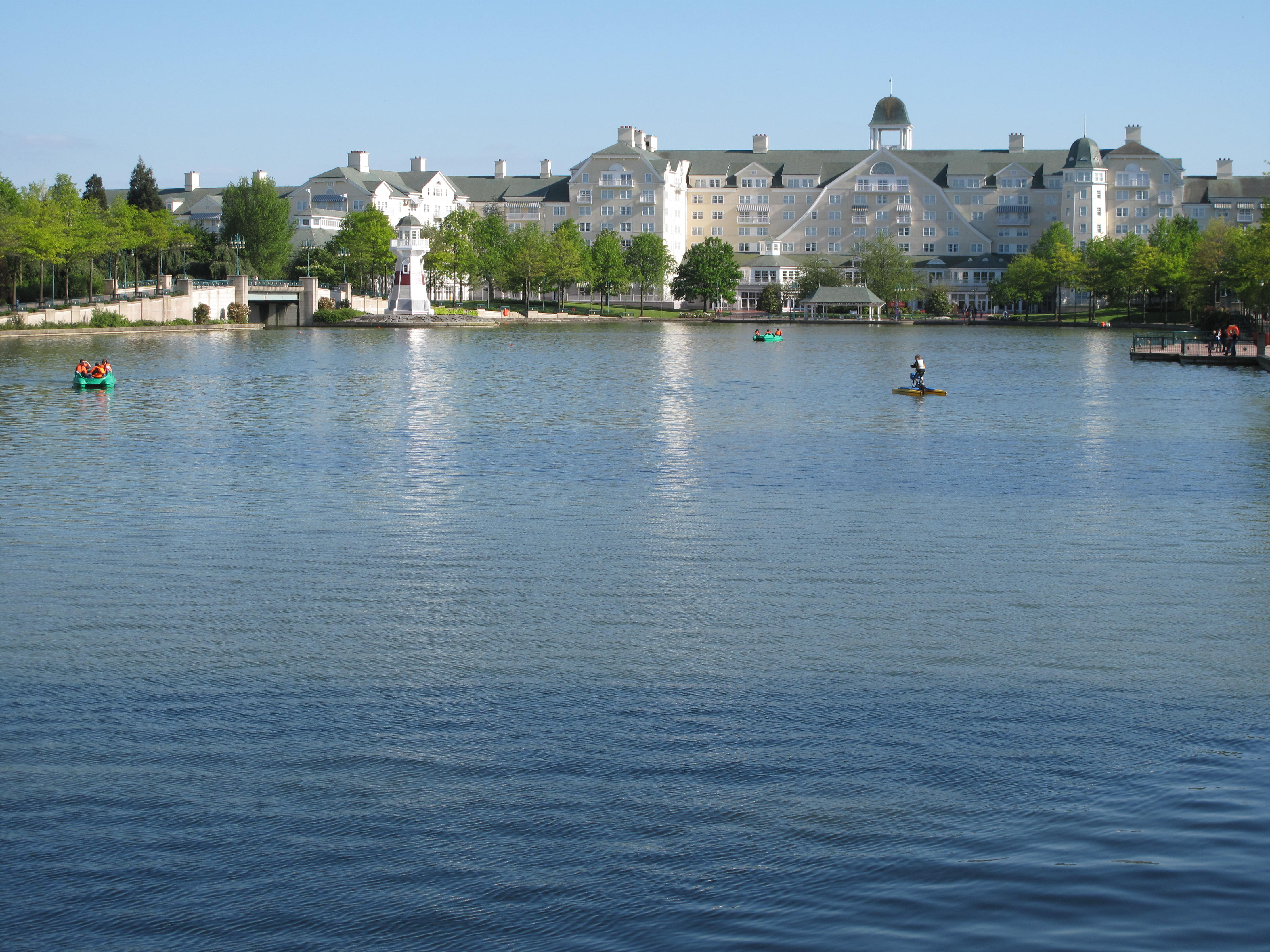
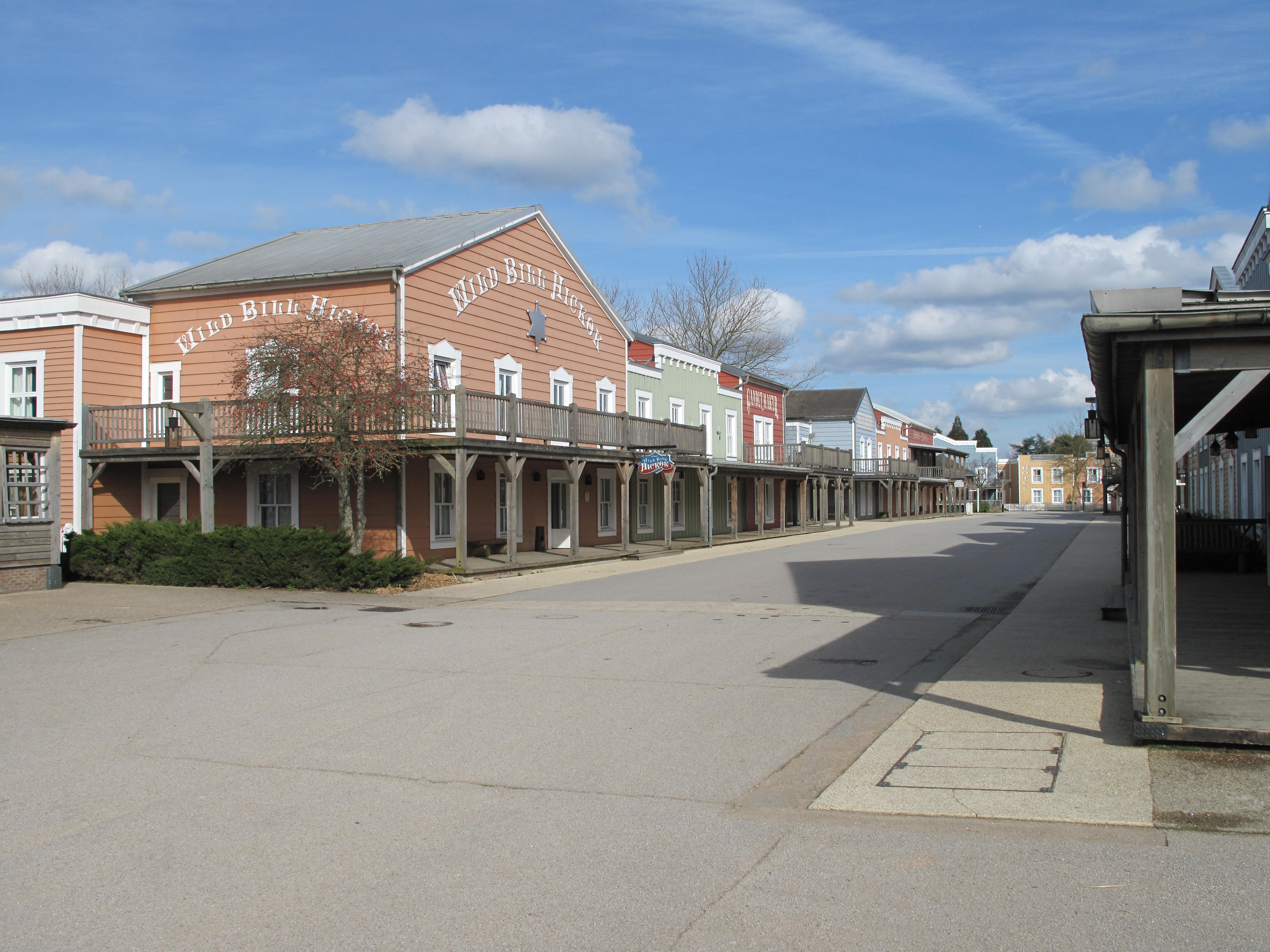
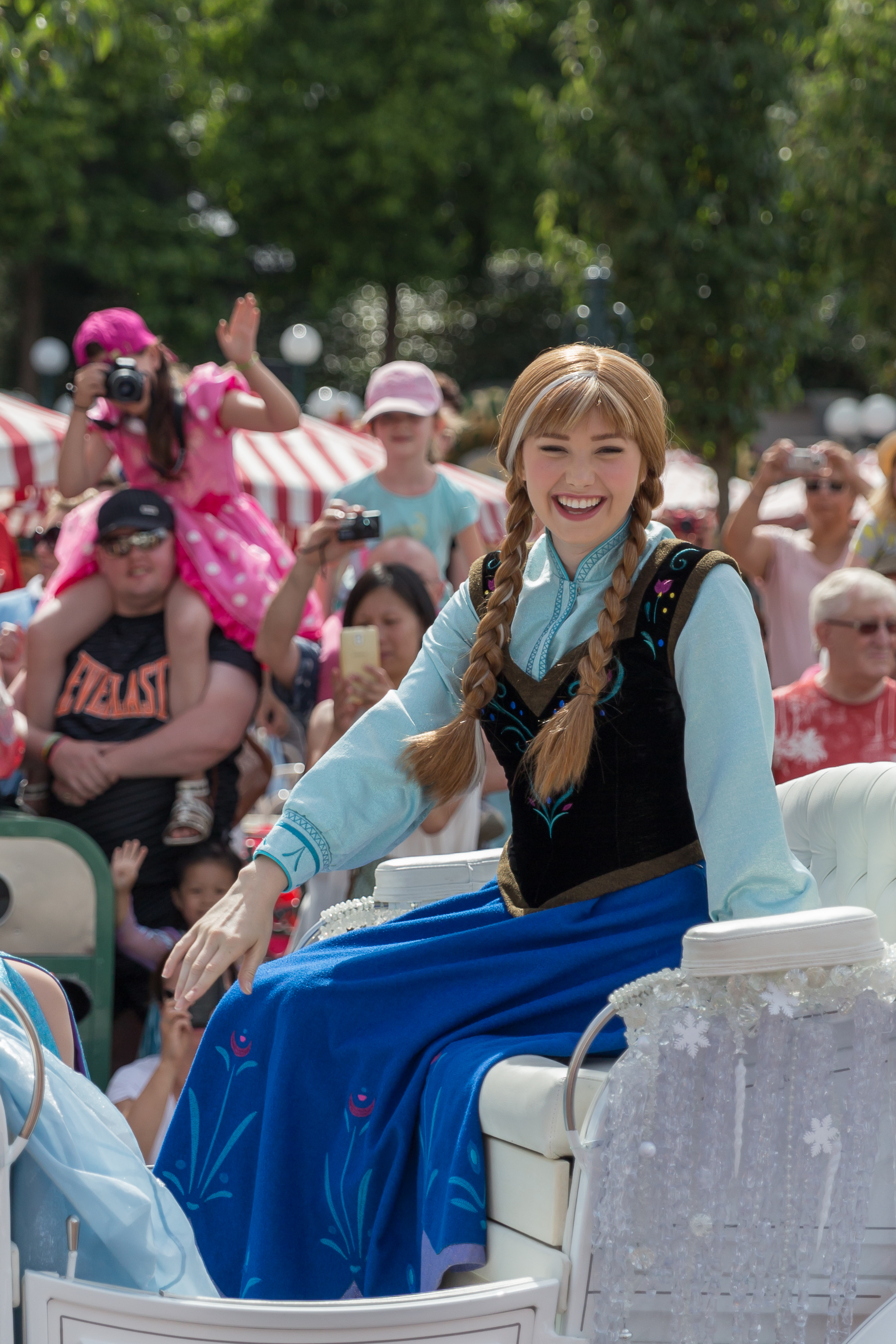
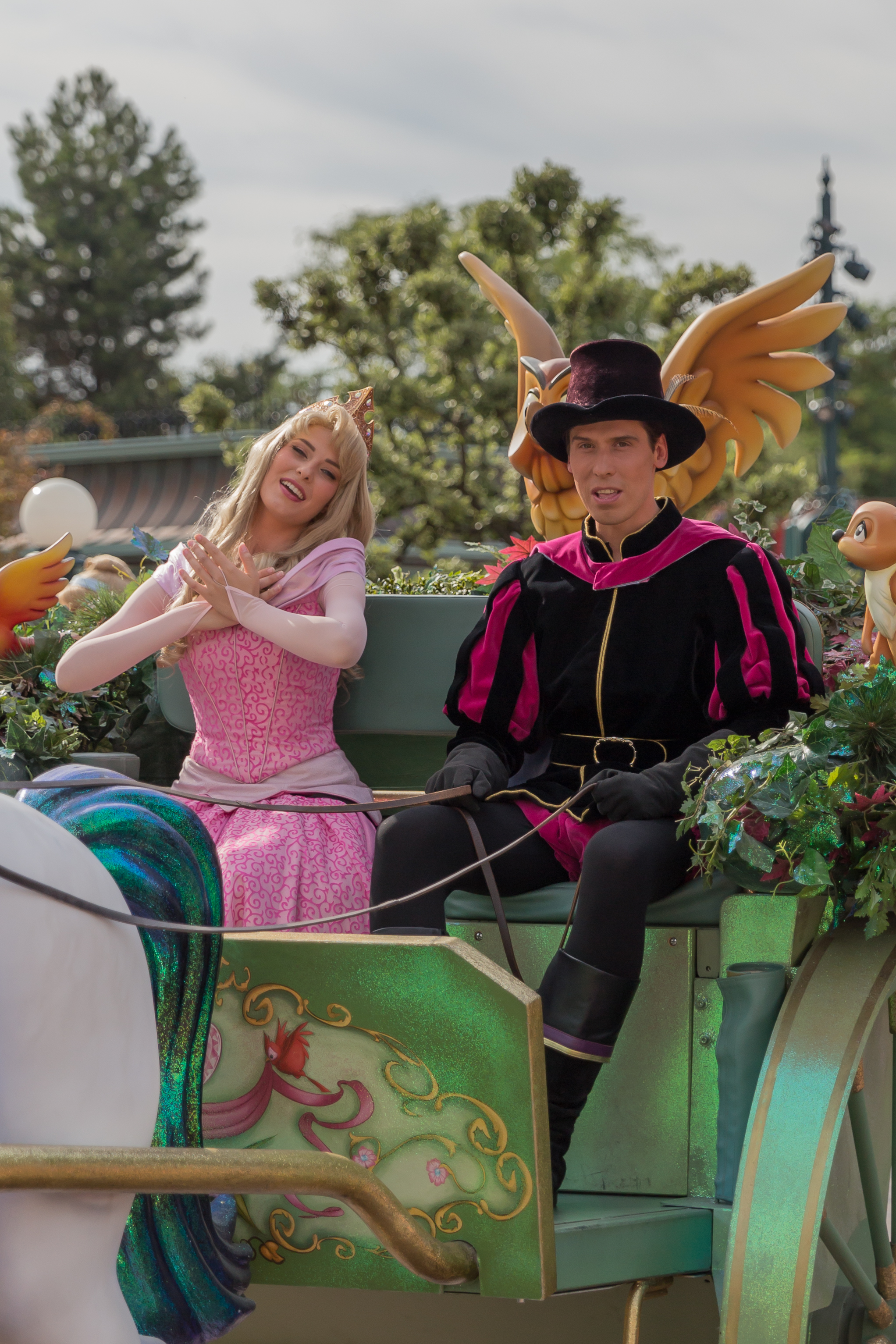
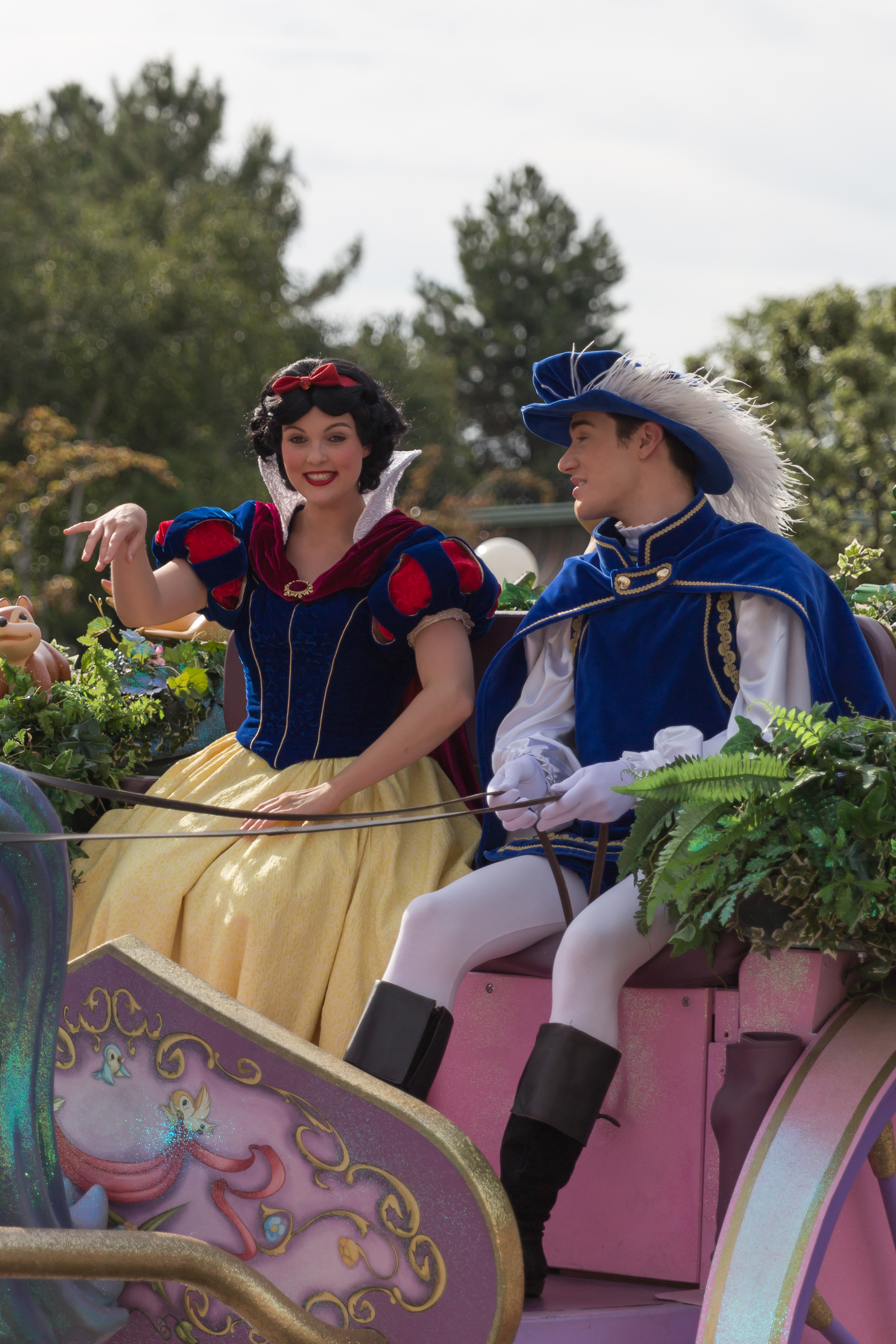
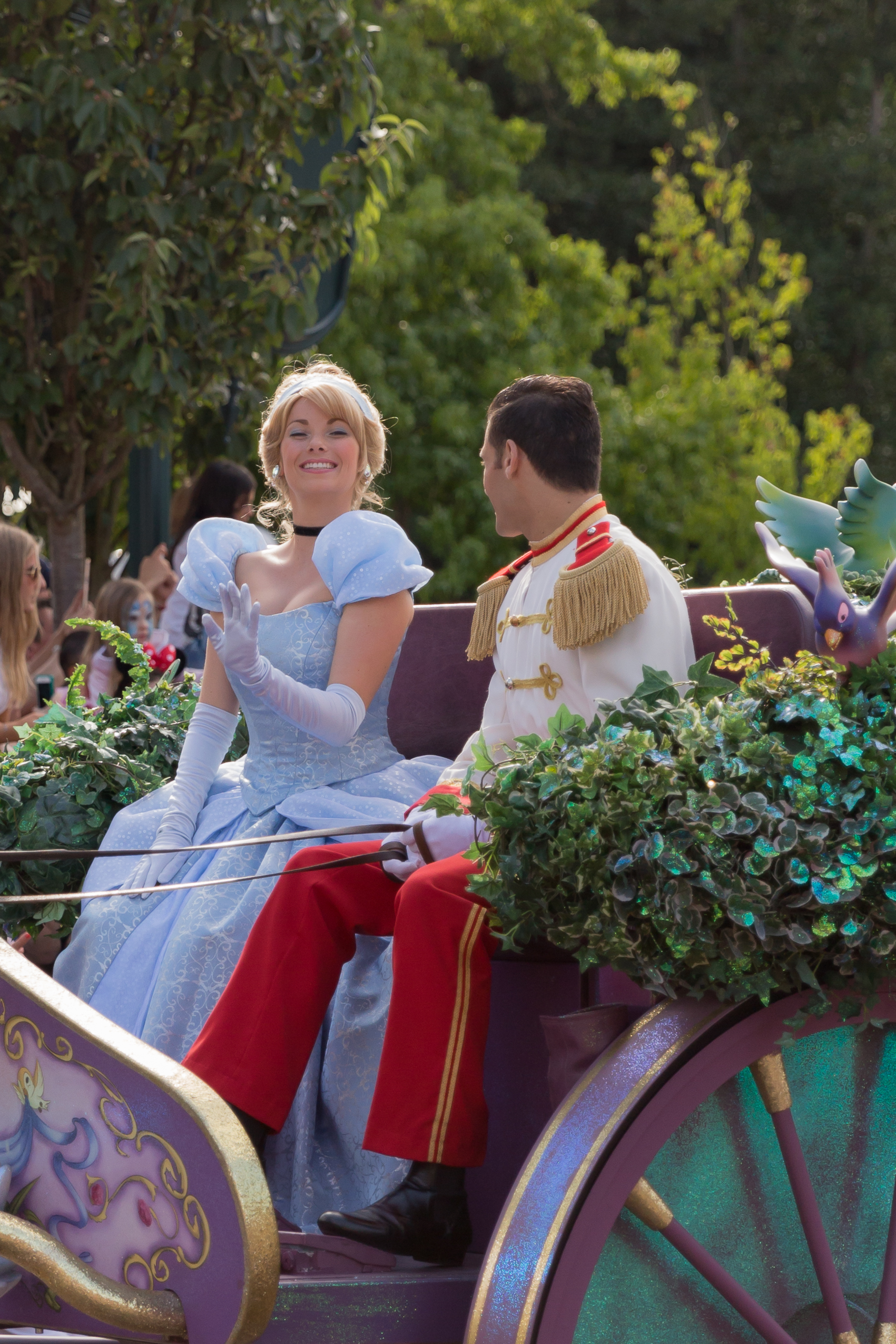
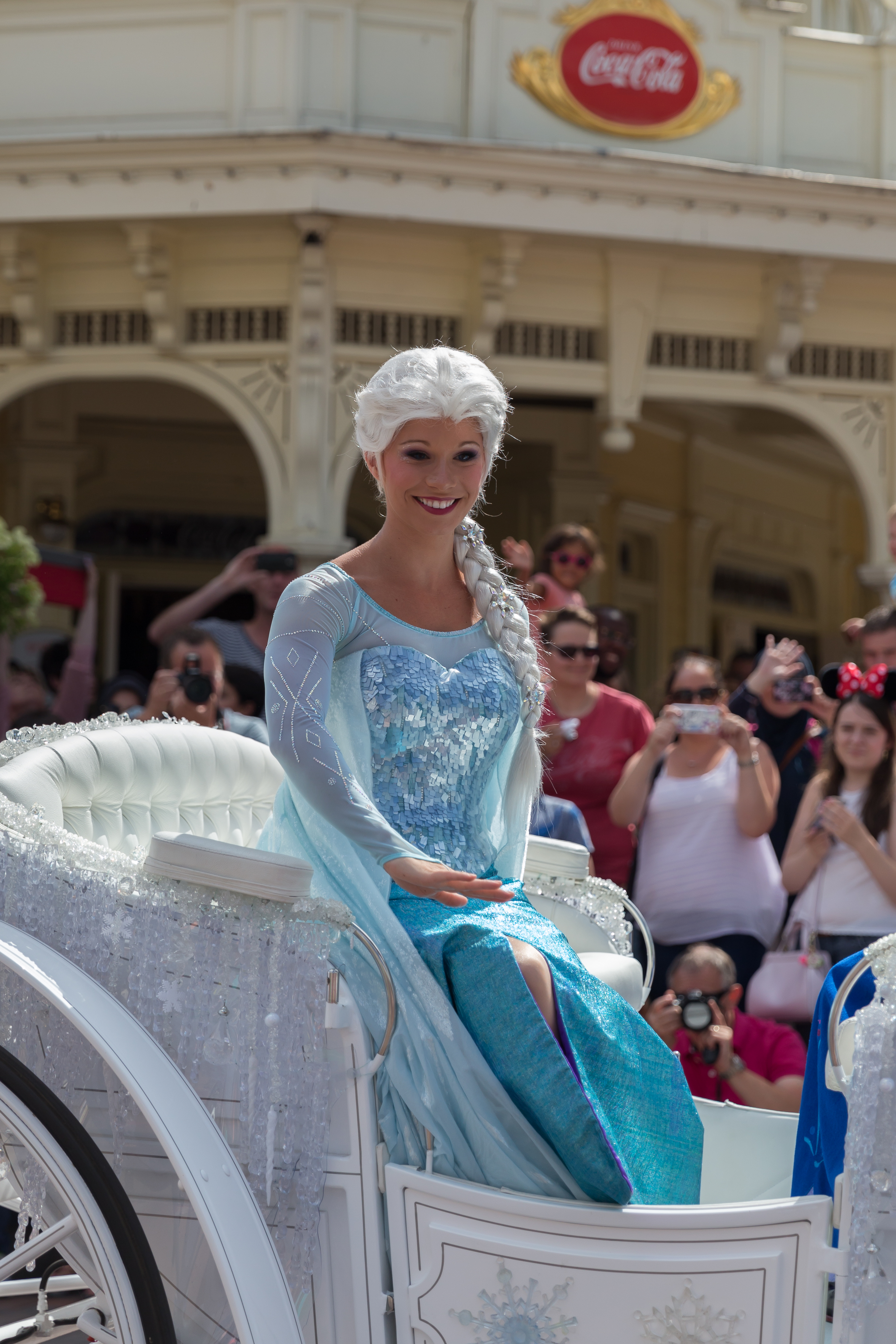

### Látogatottság
| Év   | Park Disneyland | Walt Disney Studios Park | Disneyland Paris (teljes) |
| ---- | --------------- | ------------------------ | ------------------------- |
| 1992 | 10 000 (4)      | –                        | 10 000                    |
| 1993 | 9800 (4)        | –                        | 9800                      |
| 1994 | 8800 (5)        | –                        | 8800                      |
| 1995 | 10 700 (4)      | –                        | 10 700                    |
| 1996 | 11 700 (4)      | –                        | 11 700                    |
| 1997 | 12 600 (4)      | –                        | 12 600                    |
| 1998 | 12 500 (4)      | –                        | 12 500                    |
| 1999 | 12 500 (4)      | –                        | 12 500                    |
| 2000 | 12 000 (4)      | –                        | 12 000                    |
| 2001 | 12 200 (4)      | –                        | 12 200                    |
| 2002 | 10 300 (5)      | 2800 (>25)               | 13 100                    |
| 2003 | 10 200 (5)      | 2200 (>25)               | 12 400                    |
| 2004 | 10 200 (5)      | 2200 (>25)               | 12 400                    |
| 2005 | 10 200 (5)      | 2100 (>25)               | 12 300                    |
| 2006 | 10 600 (5)      | 2200 (>25)               | 12 800                    |
| 2007 | 12 000 (5)      | 2500 (>25)               | 14 500                    |
| 2008 | 12 688 (4)      | 2612 (>25)               | 15 300                    |
| 2009 | 12 740 (4)      | 2655 (>25)               | 15 395                    |
| 2010 | 10 500 (6)      | 4500 (19)                | 15 000                    |
| 2011 | 10 990 (5)      | 4710 (20)                | 15 700                    |
| 2012 | 11 200 (6)      | 4800 (21)                | 16 000                    |
| 2013 | 10 430 (6)      | 4470 (21)                | 14 900                    |
| 2014 | 9940 (9)        | 4260 (25)                | 14 200                    |
| 2015 | 10 360 (9)      | 4440 (>25)               | 14 800                    |
| 2016 | 8400 (13)       | 4970 (22)                | 13 370                    |
| 2017 | 9660 (12)       | 5200 (22)                | 14 860                    |
| 2018 | 9843 (13)       | 5298 (23)                | 15 141                    |
| 2019 | 9745 (14)       | 5245 (23)                | 14 990                    |
| 2020 | 2620            | 1410                     | 4030                      |
| 2021 | 3500            | 1880                     | 5380                      |
| 2022 | 9930            | 5340                     | 15 270                    |
| 2023 | 10 400 (9)      | 5700 (20)                | 16 100                    |

## Lásd még
- The Walt Disney Company